# Do It Again
『Do_It_Again』（ドゥ・イット・アゲイン）は、ノーナ・リーヴスの配信シングル。2008年12月3日に徳間ジャパンコミュニケーションズより発売された。

## 概要
3カ月配信限定シングルの第1弾として配信。本作からシングルは配信でのリリースへ移行した。
ジャケットは、西寺郷太がフィーチャーされたイラストが採用され、インパクトの強いデザインがファンの間で大きな話題を集めた。

## 収録内容
| 全作詞・作曲: 西寺郷太。 |                 |          |            |      |
| #                        | タイトル        | 作詞     | 作曲・編曲 | 時間 |
| 1.                       | 「Do_It_Again」 | 西寺郷太 | 西寺郷太   | 4:02 |
| 合計時間:                | 合計時間:       | 4:02     |            |      |